# Нідж
Нідж (азерб. Nic; уд. НыъжӀ, НиъжӀ) — селище в Габалинському районі республіки Азербайджан. Розташоване за 40 км на південний захід від райцентру Габала (азерб. Qəbələ).
У селищі проживає близько 5744 людей. Нідж — велике селище, площею близько 100 км²., оточене обробленими землями.
Забудоване будинками з великими присадибними ділянками, засадженими плодовими деревами.
У Ніджі діє 5 середніх шкіл: № 1, 2, 3, 4 ,5, з них в 3 школах навчаються удіни, (школа № 1, 2 , 5), і 2 школи, у яких навчаються азербайджанські діти, (навчання ведеться азербайджанською мовою, школи № 3, 4).
За національним складом переважають азербайджанці та удіни.

Нідж
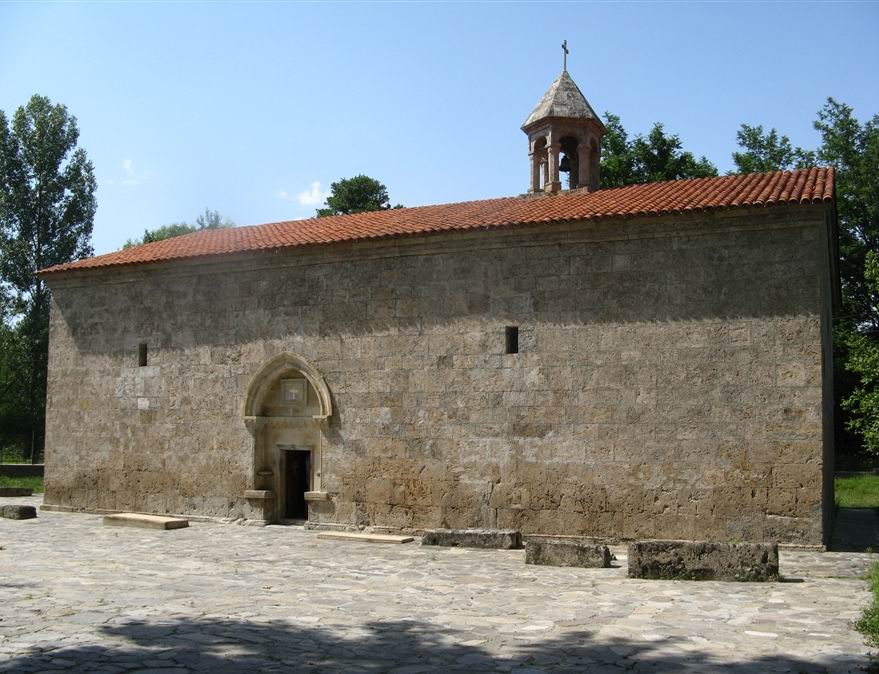
Церква Святого Єлисея (Чотари Гергец).
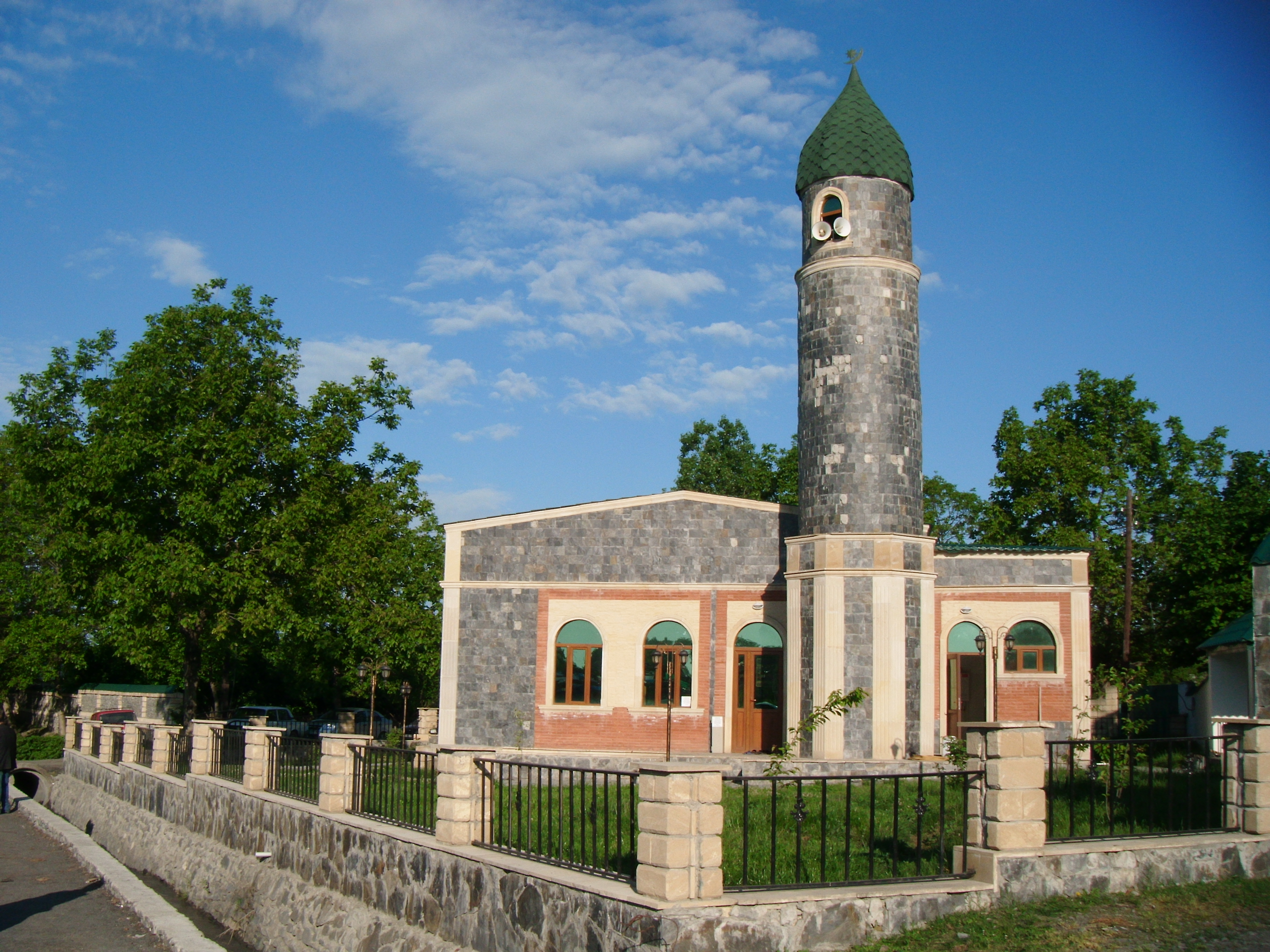

| Азербайджан | Це незавершена стаття з географії Азербайджану. Ви можете допомогти проєкту, виправивши або дописавши її. |